# 5245 Масляков
5245 Масляков (5245 Maslyakov) — астероїд головного поясу, відкритий 1 квітня 1976 року.
Тіссеранів параметр щодо Юпітера — 3,687.